# アイランドタワースカイクラブ

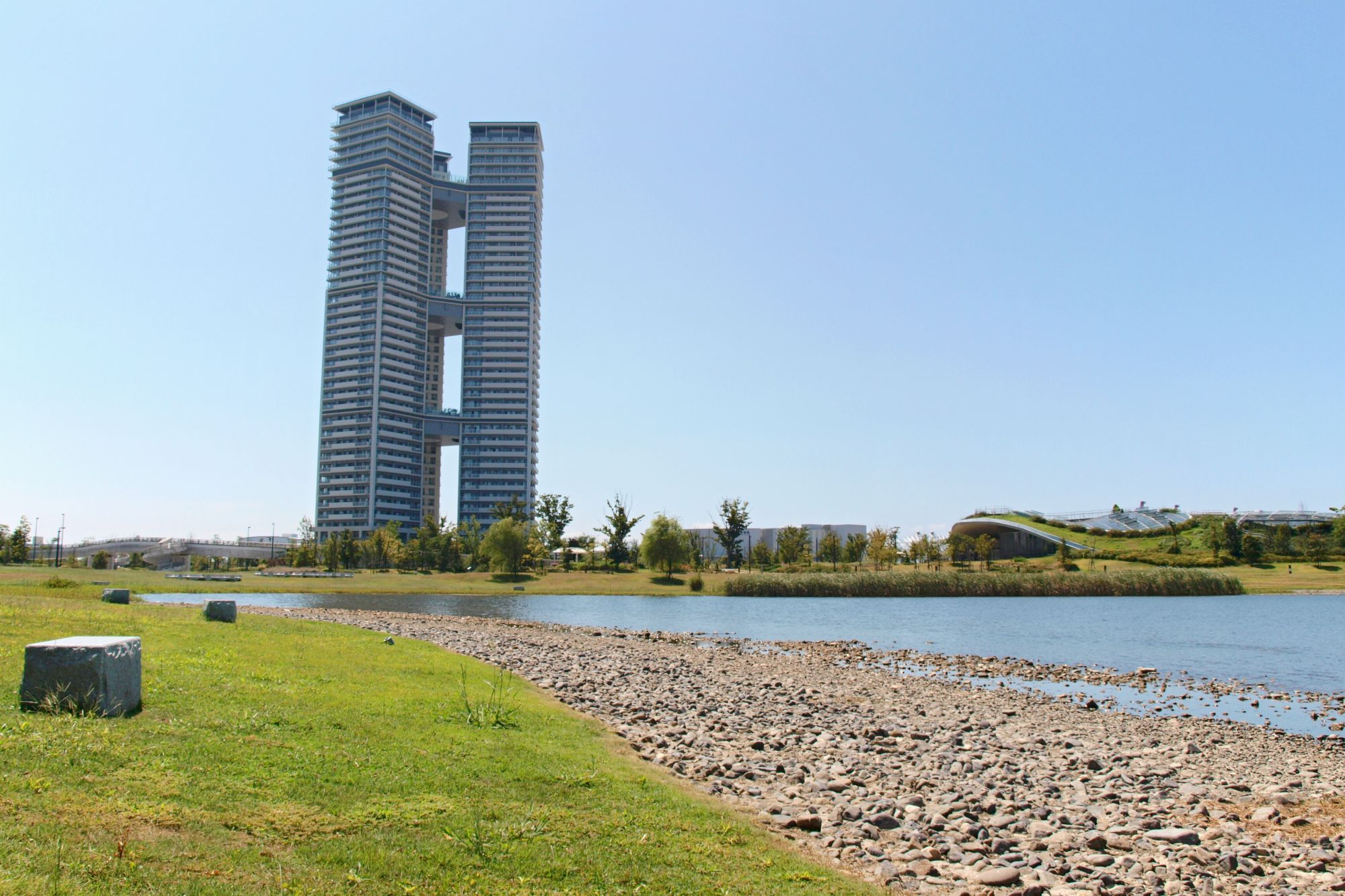
施設遠景

アイランドタワースカイクラブ とは、福岡県福岡市東区香椎照葉（博多湾内に建設された人工島「アイランドシティ」の一部）にある3棟の超高層マンションである。

## 概要
中央の六角形の敷地の1つおきの辺と、直方体をした3棟が各々の底面の1辺を共有して林立し、3棟が互いに上空の3箇所で渡り廊下（空中庭園）で連結する構造となっている。2008年（平成20年）度のグッドデザイン賞受賞。事業主・売主は新栄住宅。
竣工から2011年3月4日までの間、福岡県において最も高い高層建築であった。総戸数は409戸。1棟の屋上にヘリポートが設置されている。

## 共用施設

### 3F
- シアタールーム
- フィットネスルーム
- ライブラリー
- カルチャールーム
- キッズルーム

### 36F
- ゲストルーム
- スカイクラブラウンジ
- 茶室
- パーティールーム

### その他
- 3,15,26,37Fスカイガーデン

## 周辺

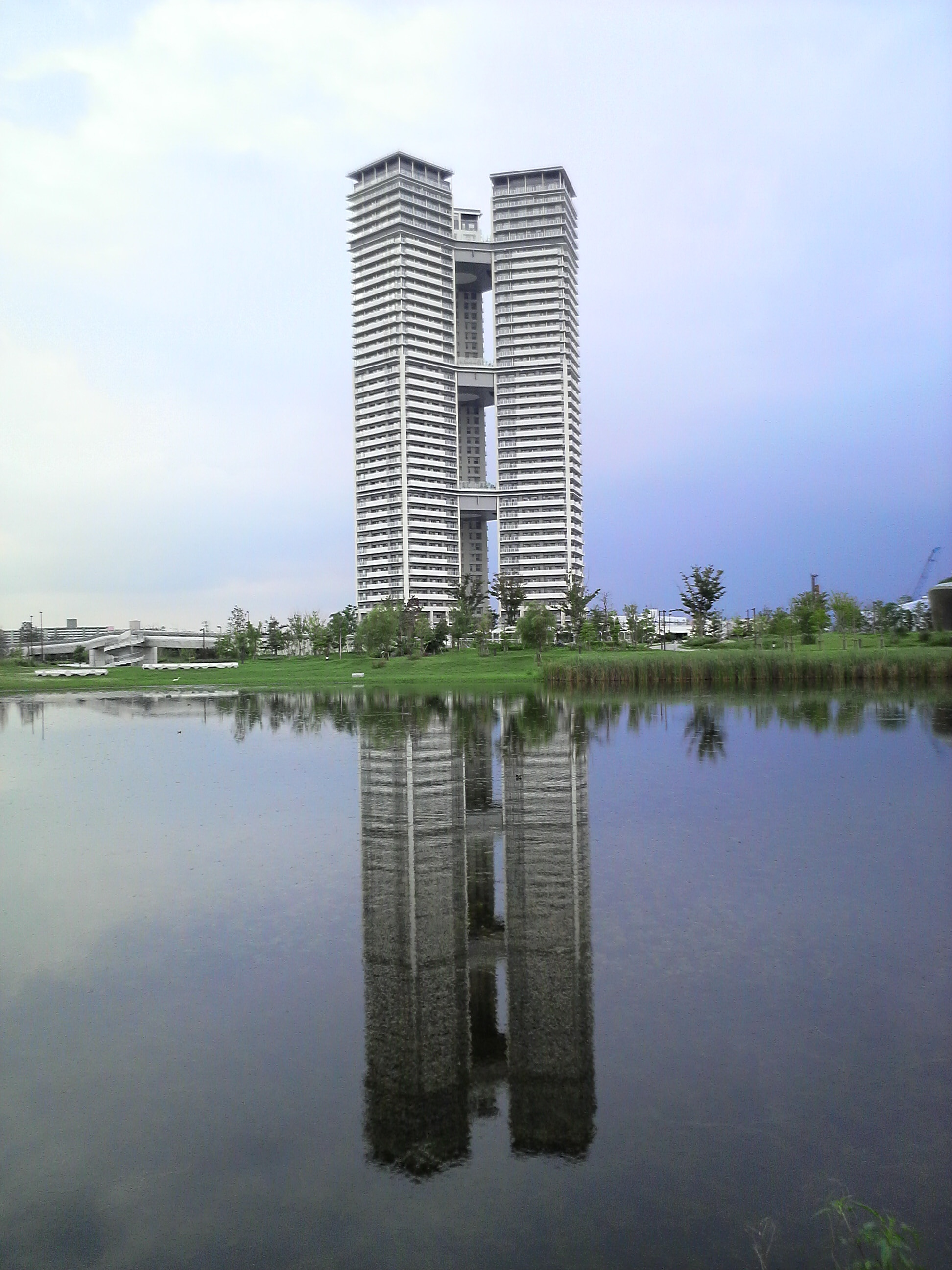

- アイランドシティ中央公園
- サイバー大学